# Segura de Toro
Segura de Toro este un oraș din Spania, situat în provincia Cáceres din comunitatea autonomă Extremadura. Are o populație de 185 de locuitori.